# Гоэсс, Петер фон
Петер фон Гоэсс (нем. Peter von Goëss, 1774—1846) — австрийский дипломат и государственный деятель, канцлер Ломбардо-Венецианского королевства.
Родился 8 февраля 1774 года во Флоренции, происходил из австрийского графского рода. Образование получил на юридическом факультете Венского университета.
С 1803 года он был управляющим Далмацией, в 1804 году управлял Каринтией, а с 1806 года был губернатором Каринтии и Штирии. В 1808—1809 годах занимал должность губернатора Триеста.
При начале войны Пятой коалиции Гоэсс был захвачен французами в плен. По освобождении был назначен губернатором Галиции и находился на этом посту до 1815 года. С 1815 года был губернатором, а с 1819 года и придворным канцлером Ломбардо-Венецианского королевства.
26 июля 1821 года российский император Александр I пожаловал Гоэссу орден Святого Александра Невского.
С 1825 года являлся маршалом Нижней Австрии и в 1835 году назначен гофмаршалом австрийского императорского двора.
Скончался 11 июля 1846 года в Вене.
Среди прочих наград Гоэсс имел ордена Золотого руна, Железной короны, Леопольда, Белого орла, Гражданских заслуг Баварской короны.